# وقت البطن

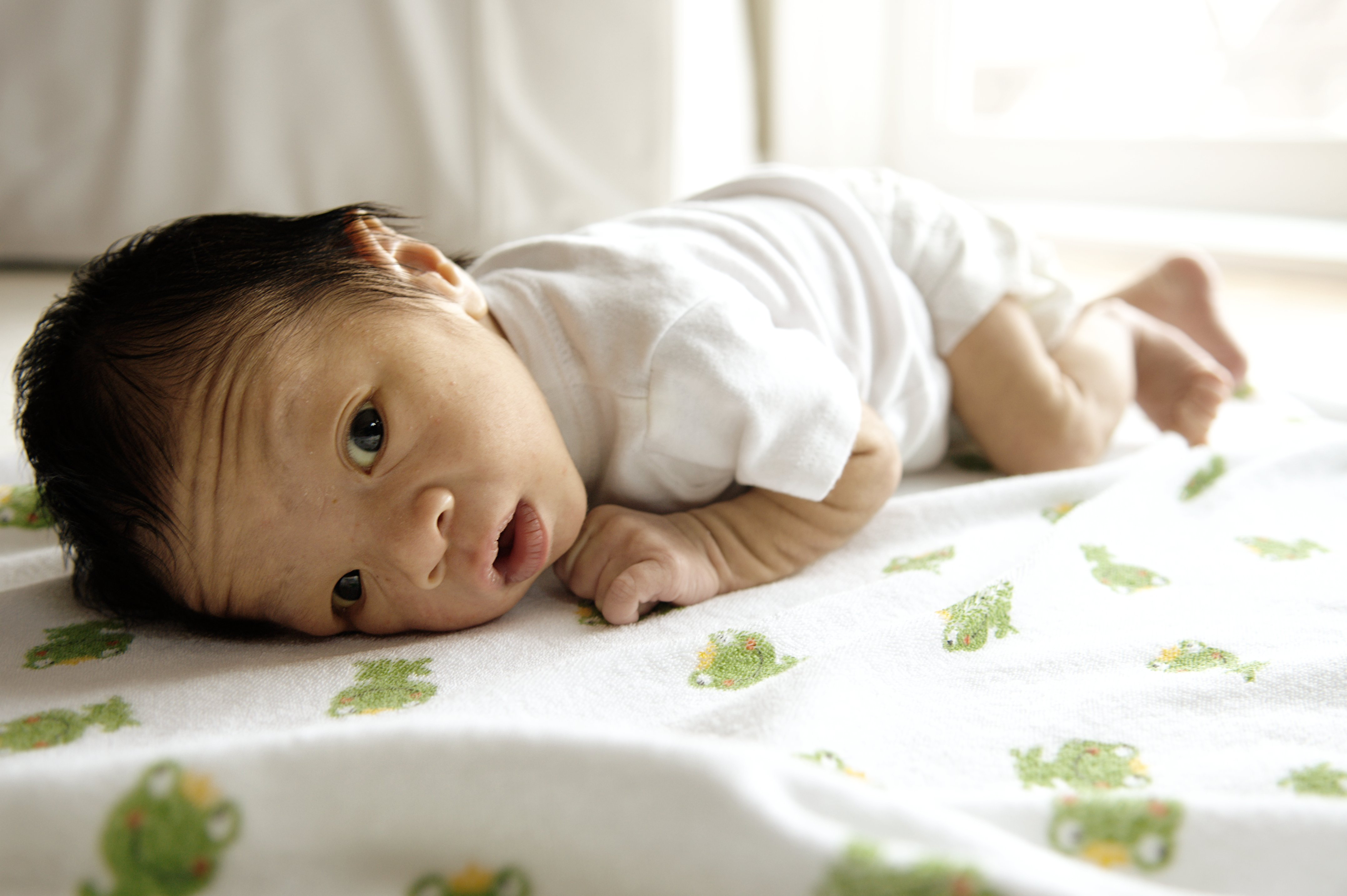
رضيع مستلقٍ على بطنه.

وقت البطن هي لفظ عامي يُطلق على عملية وضع الرضع في وضعية الانبطاح على البطن وهو مستيقظ وتحت اشراف الوالدين او مقدم الرعاية، لتشجيع نمو عضلات الرقبة والجذع ومنع تشوهات الجمجمة.
في عام 1992، أوصت الأكاديمية الأمريكية لطب الأطفال بالحرص على أن ينام الرُضّع على ظهورهم للوقاية من متلازمة موت الرضع المفاجئ (SIDS). وعلى الرغم من انخفاض معدل المتلازمة بنسبة 50٪ منذ بدء حملة النوم الآمن في عام 1994،  إلا أنهُ لُحِظت نتائج غير المقصودة من الدراسة، وهي أن الأطفال الذين اصبحوا ينامون على ظهورهم فاتتهم قرابة 12 ساعة كانوا يقضونها في وضعية الانبطاح أثناء النوم، وكان هناك زيادة حادة في الرأس الوارب (متلازمة الرأس المسطحة) عند الرضع. إلى جانب وقت الاستلقاء على البطن، فإن تدوير اتجاه استلقاء الأطفال في أسرّتهم بالإضافة إلى تجنب قضاء الكثير من الوقت في مقاعد السيارة، وحاملات الطائرات، النطاقات هي سلوكيات موصى بها للتخفيف من المخاطر المرتبطة بنوم الأطفال في وضعية الاستلقاء.

## التأثير على النمو
وُجد أن الأطفال الرضع الذين ينامون في وضع الاستلقاء على الظهر يصلون إلى مراحل التطور الحركي (مثل الزحف والدحرجة والجلوس) بمعدل أبطأ مقارنة بالأطفال الذين ينامون في وضعية الانبطاح على البطن. عندما يختبر الأطفال وقت الاستلقاء على البطن في ساعات الاستيقاظ، ترتفع فرص تقوية عضلات الرقبة والجذع. لن يؤثر وضع الرضيع على معدته أثناء الاستيقاظ على مقدار الموجة البطيئة للنوم  لأن وقت البطن يحدث فقط عندما يكون الرضيع مستيقظًا.
علاوة على ذلك، يوفر وقت البطن للرضع فرصًا للتطور المعرفي والتواصلي من خلال اللعب التفاعلي مع المشرف عليهم.

## تطبيق وقت البطن
ينصح بممارسة وقت البطن منذ الولادة، أولاً في جلسات قصيرة من ثلاث إلى خمس دقائق، مرتين إلى ثلاث مرات في اليوم. عندما يصبح الأطفال أكثر تقبلاً للجلسات، يمكن تمديدها وتنفيذها بشكل متكرر. تنصح منظمة الصحة العالمية بأن الأطفال الذين تقل أعمارهم عن عام واحد والذين لم يمشوا بعد يجب أن يختبروا وقت البطن لمدة 30 دقيقة على الأقل يوميًا عبر الجلسات. يعد الإشراف من قبل أحد الوالدين أو مقدم الرعاية أمرًا مهمًا أثناء وقت البطن حتى يمكن مراقبة وضع الرضيع وتشجيع التفاعل الاجتماعي. قد يبكي الأطفال غير المعتادين على جلسات الاستلقاء على البطن بشكل متكرر أو يظهرون عدم الرغبة عند تجربة وقت البطن لأول مرة،  ومع ذلك يمكن زيادة الاستمتاع من خلال توفير أشياء محفزة أثناء الجلسات، مثل الألعاب المفضلة ومقاطع الفيديو.
يمكن أيضًا استخدام وقت البطن لتثبيت الرقبة في الصعر،  ولمعالجة فرط التوتر المرتبط بمتلازمة داون.
على الرغم من أن النوم في وضع الاستلقاء دون وقت كافي على البطن قد يغير المظهر الجسدي للرأس من خلال الرأس الوارب وبالتالي يؤدي إلى تأخر النمو،  وبغض النظر عن هذه الآثار، فمن الضروري وضع الأطفال الرضع للنوم على ظهورهم بسبب خطر متلازمة موت الرضع المفاجئ.

## أنظر أيضا
- متلازمة موت الرضع المفاجئ
- حملة آمنة للنوم
- انتفاخ الرأس
- صعر